# 쿠르쿠마 롱가
쿠르쿠마 롱가(Curcuma longa)는 생강과의 여러해살이풀이다. 영어로는 터머릭(turmeric), 한국어로는 강황 또는 울금이라 불린다.

## 특징
4~6월에 흰 꽃이 핀다.

## 분포
인도가 원산지이다. 네팔, 라오스, 스리랑카, 인도가 원산지이다.

## 쓰임새
주로 잎이나 꽃 등은 쓰지 않고 뿌리 줄기만을 쓰는데, 맵고 쓴맛을 내며 노란색을 지니기 때문에 커리를 만드는 재료로 쓰인다. 뿌리 줄기의 색깔은 연한 주황색을 띠며 톡 쏘는 냄새가 날 때 가장 좋은 것이며, 대부분 요리에 쓰이지만 인도에서는 약으로 쓰이기도 한다.

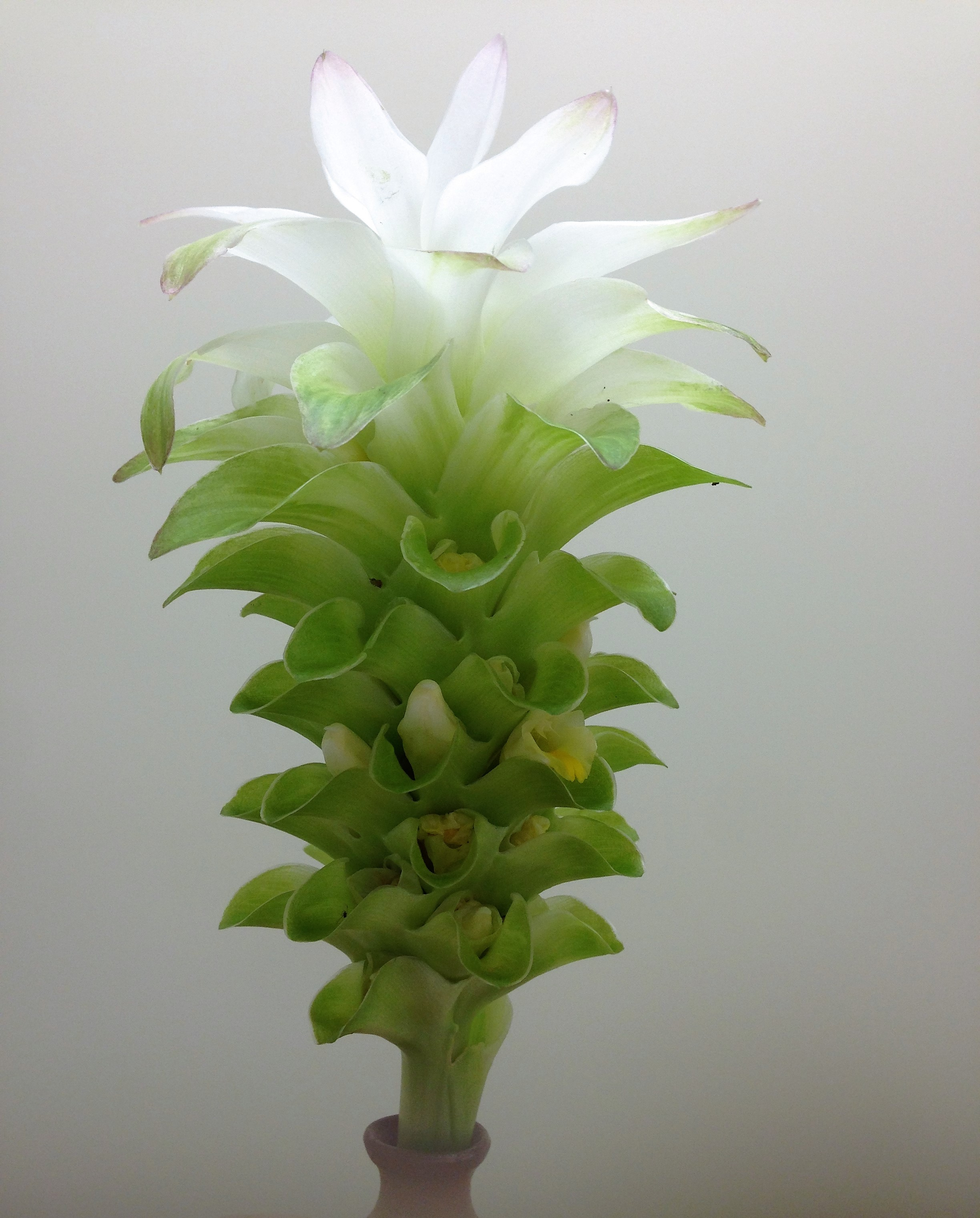
꽃
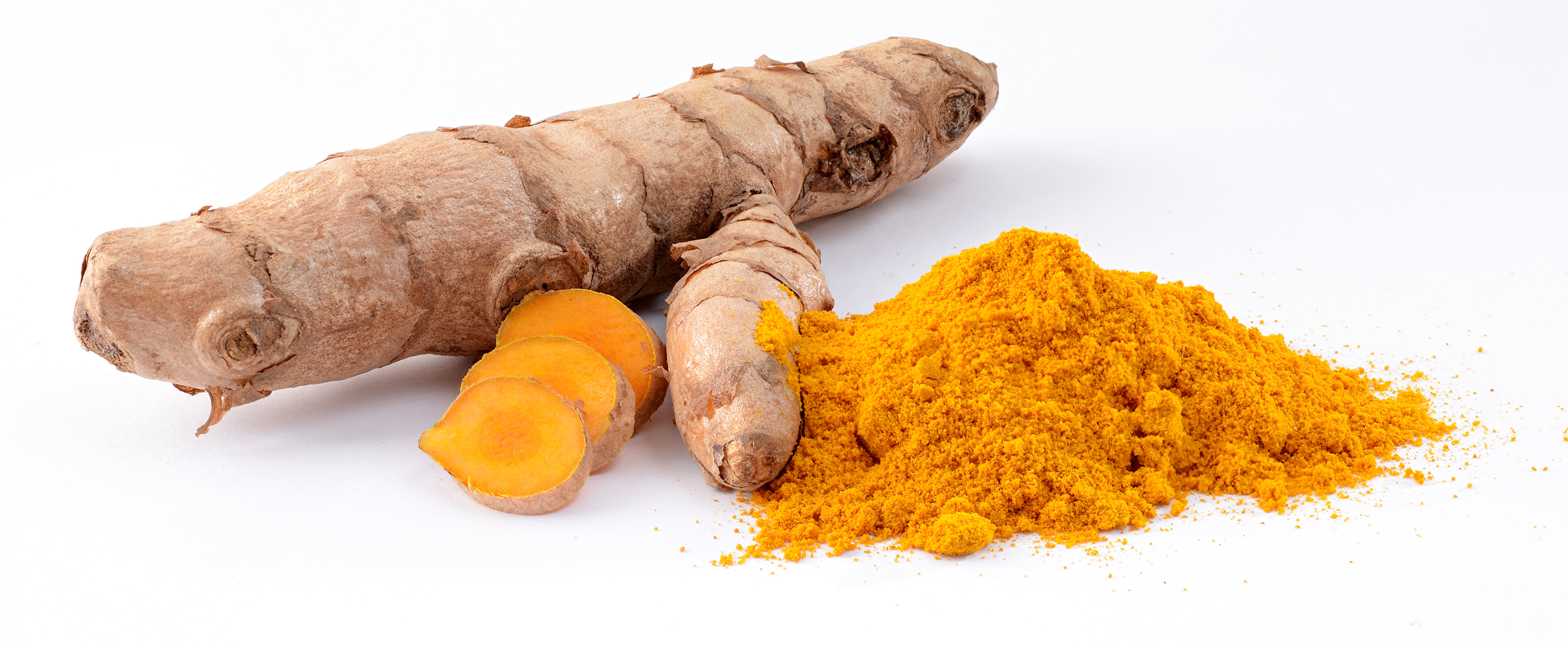
뿌리와 그 가루

## 같이 보기
- 쿠르쿠마 아로마티카(Curcuma aromatica)